# Brandon Marshall (fútbol americano)
Brandon Markieth Marshall (Las Vegas, Nevada, 10 de septiembre de 1989) es un jugador profesional de fútbol americano estadounidense que juega en la posición de linebacker y actualmente es agente libre de la National Football League (NFL).

## Carrera profesional

### Jacksonville Jaguars
Marshall fue seleccionado por los Jacksonville Jaguars en la quinta ronda (puesto 142) del draft de 2012.
Marshall fue cortado por los Jaguars el 27 de octubre de 2012, firmado de nuevo el 30 de octubre, y finalmente cortado el 1 de noviembre. Sin embargo, volvió a ser firmado el 5 de noviembre para el equipo de prácticas y el 18 de diciembre fue puesto en el equipo activo.
Finalmente, Marshall fue cortado por los Jaguars el 30 de agosto de 2013.

### Denver Broncos
El 2 de septiembre de 2013, Marshall fue incluido en la escuadra de prácticas de los Denver Broncos. El 24 de diciembre fue promovido al primer equipo tras la lesión de Von Miller.
En 2014, Marshall reemplazó al lesionado Danny Trevathan como titular , puesto que mantendría para la siguiente temporada donde acabaría segundo del equipo con mayor número de placajes.
Con los Broncos, Marshall logró tres títulos de división consecutivos, dos campeonatos de la AFC y llegó a dos Super Bowls (48 y 50) en tres años, perdiendo la primera frente a los Seattle Seahawks por 43-8 y ganando la segunda frente a los Carolina Panthers por 24-10.

### Oakland Raiders
El 28 de marzo de 2019, Marshall fue firmado por los Oakland Raiders, pero fue liberado el 30 de agosto antes de iniciar la temporada regular.

## Estadísticas generales
| Año   | Equipo | Juegos | Juegos | Tacleadas | Tacleadas | Tacleadas | Tacleadas | Intercepciones | Intercepciones | Intercepciones | Intercepciones | Intercepciones | Intercepciones | Balones sueltos | Balones sueltos | Balones sueltos | Balones sueltos |
| Año   | Equipo | GP     | GS     | Comb      | Total     | Ast       | Sck       | PDef           | Int            | Yds            | Avg            | Lng            | TDs            | FF              | FR              | Yds             | TDs             |
| ----- | ------ | ------ | ------ | --------- | --------- | --------- | --------- | -------------- | -------------- | -------------- | -------------- | -------------- | -------------- | --------------- | --------------- | --------------- | --------------- |
| 2012  | JAX    | 5      | 0      | 2         | 1         | 1         | 0.0       | 0              | --             | --             | --             | --             | --             | 0               | 0               | --              | --              |
| 2013  | DEN    | 1      | 0      | 2         | 2         | 0         | 0.0       | 0              | --             | --             | --             | --             | --             | 0               | 0               | --              | --              |
| 2014  | DEN    | 14     | 13     | 112       | 90        | 22        | 2.0       | 9              | 1              | 0              | 0.0            | 0              | 0              | 2               | 0               | --              | --              |
| 2015  | DEN    | 16     | 16     | 102       | 77        | 25        | 1.5       | 4              | 1              | 0              | 0.0            | 0              | 0              | 2               | 0               | --              | --              |
| 2016  | DEN    | 11     | 11     | 52        | 39        | 13        | 0.0       | 3              | --             | --             | --             | --             | --             | 0               | 0               | --              | --              |
| 2017  | DEN    | 16     | 16     | 106       | 75        | 31        | 3.0       | 4              | --             | --             | --             | --             | --             | 1               | 1               | 19              | 1               |
| 2018  | DEN    | 11     | 7      | 42        | 22        | 20        | 0.0       | 1              | --             | --             | --             | --             | --             | 0               | 0               | --              | --              |
| Total | Total  | 74     | 63     | 418       | 306       | 112       | 6.5       | 21             | 2              | 0              | 0.0            | 0              | 0              | 5               | 1               | 19              | 1               |

Fuente: Pro-Football-Reference.com